# Gymnocypris dobula
Gymnocypris dobula är en fiskart som beskrevs av Günther, 1868. Gymnocypris dobula ingår i släktet Gymnocypris och familjen karpfiskar. IUCN kategoriserar arten globalt som sårbar. Inga underarter finns listade i Catalogue of Life.